# Jordan Tolbert
Pour les articles homonymes, voir Tolbert.
Jordan Tolbert, né le 8 novembre 1992, à Fort Worth, au Texas, est un joueur américain de basket-ball. Il évolue au poste de pivot.

## Biographie

### Phoenix Brussels (2020)
En février 2020 Tolbert rejoint le Phoenix Brussels Basketball qui cherchait un remplaçant à la suite du départ prématuré d'Augustin-Fairell. Son aventure en Belgique se termine plus tôt que prévu en raison du début de la pandémie du covid-19. Il n'aura disputé qu'une seule rencontre face au BC Ostende avant que le championnat soit suspendu.